# Marit van Beijnum
Marit van Beijnum is een voormalig Nederlands langebaanschaatsster en inline-skater.
In 2018 deed ze op de Olympische Jeugdzomerspelen 2018 mee aan het onderdeel inline skaten.
In 2019 werd Van Beijnum bij de junioren A Nederlands kampioene inline-skaten op de onderdelen 200m, 500m en one lap.

## Records

### Persoonlijke records[6]
| Afstand    | Tijd    | Datum            | Baan       |
| ---------- | ------- | ---------------- | ---------- |
| 500 meter  | 38,06   | 22 december 2023 | Heerenveen |
| 1000 meter | 1.17,27 | 28 december 2022 | Heerenveen |
| 1500 meter | 2.02,25 | 20 februari 2022 | Inzell     |
| 3000 meter | 4.34,60 | 4 januari 2020   | Heerenveen |

## Resultaten
| Jaar | NK Afstanden       | NK Sprint |
| ---- | ------------------ | --------- |
| 2021 | 13e 500m           |           |
| 2022 | 12e 500m 24e 1000m | 15e       |
| 2023 | 12e 500m           | 10e       |
| 2024 | 7e 500m            |           |

Bijgewerkt tot 8 november 2021